# Herbert Weh
Herbert Weh (* 1. März 1928 in Lindau (Bodensee); † 7. April 2021 in Oberstaufen) war ein deutscher Elektroingenieur und Lehrstuhlinhaber.

## Werdegang
Weh studierte ab 1947 Elektrotechnik an der Technischen Hochschule Karlsruhe, legte im Dezember 1955 an deren Fakultät für Maschinenwissenschaften seine Promotionsschrift vor und wurde daraufhin zum Dr.-Ing. promoviert. Ab 1954 arbeitete er als Leiter der Entwicklungsabteilung des Maschinenherstellers Schorch in Rheydt. Von 1961 bis 1995 war er ordentlicher Professor und Leiter des Instituts für Elektrische Maschinen, Antriebe und Bahnen an der Technischen Hochschule bzw. Technischen Universität Braunschweig.
Schwerpunkt seiner Arbeit war die Weiterentwicklung der elektromagnetischen Energiewandlung sowie zur Einführung der Magnetschwebetechnik. Er gilt als einer der Väter des Transrapid.

## Schriften
- Elektrische Netzwerke und Maschinen in Matrizendarstellung. Bibliographisches Institut, Mannheim 1968.
- Die Integration der Funktionen magnetisches Schweben und elektrischer Vortrieb. In: ETZ-A. Band 96 (1975), S. 131–135-
- Synchroner Langstatorantrieb mit geregelten, anziehend wirkenden Normalkräften. In: ETZ-A. Band 96 (1975), S. 409–413.
- Permanentmagneterregte Synchronmaschinen hoher Kraftdichte nach dem Transversalflußkonzept. In: ETZ-A. Band 10 (1988), Heft 5, S. 143–149.

## Ehrungen
- Ehrendoktor
- Seit 1971: Ordentliches Mitglied der Braunschweigischen Wissenschaftlichen Gesellschaft[3]
- 1994: VDE-Ehrenring[4]
- 2012: Verdienstkreuz am Bande der Bundesrepublik Deutschland